# Mensur
 (janvier 2018).
Si vous disposez d'ouvrages ou d'articles de référence ou si vous connaissez des sites web de qualité traitant du thème abordé ici, merci de compléter l'article en donnant les références utiles à sa vérifiabilité et en les liant à la section « Notes et références ».

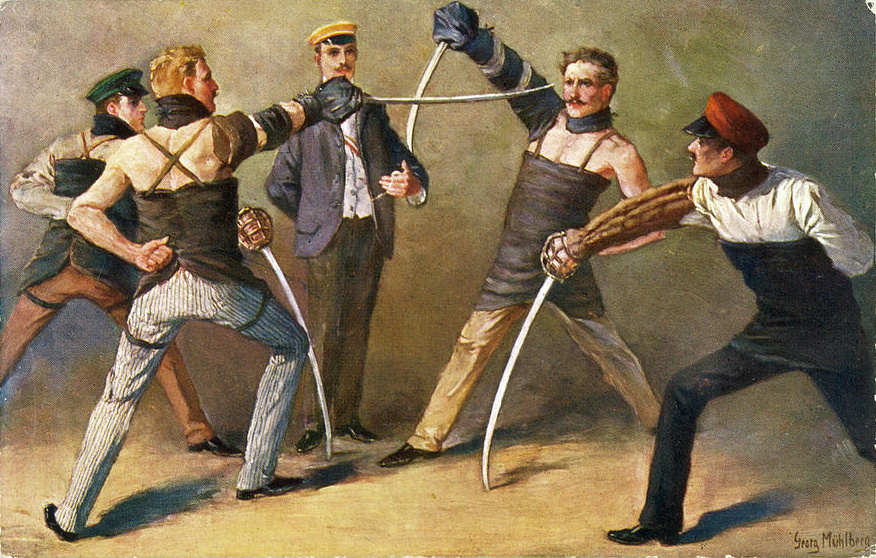
Mensur entre étudiants allemands (années 1900)
peinture de Georg Mühlberg (1863-1925).

La Mensur est un combat d'escrime avec des armes réelles. Ces combats sont strictement réglementés. Seuls les membres de deux différentes Studentenverbindungen peuvent pratiquer ces combats. Les parties vitales des combattants sont protégées avec de la cotte de mailles, du cuir ou du kevlar.

## Historique
Les origines de la Mensur remontent aux années 1500, celle-ci a néanmoins énormément évolué depuis. Dans l'Europe du XIVe siècle, les étudiants devaient se déplacer parfois sur plusieurs centaines de kilomètres pour aller étudier dans les rares universités d'alors. Lors de ces voyages, ils devaient prendre avec eux les ressources financières pour vivre parfois pendant plusieurs années. Pour cette raison, ils étaient une cible de choix pour les bandits de grands chemins. Afin de leur donner la possibilité de se défendre, les étudiants d'alors étaient la seule catégorie sociale avec les nobles et les soldats autorisée à porter les armes. Les universités donnaient des leçons d'escrime aux étudiants pour qu'ils en maîtrisent la pratique. Certains étudiants utilisèrent ces armes pour laver un affront à l'honneur dans la pratique de duels encore peu codifiés, c'est ici que la Mensur trouve ses origines. Depuis les dernières évolutions du XXe siècle en termes de protections et de réglementations, elle est restée presque inchangée.

## Les sortes de Mensur et leurs buts
Le terme Mensur vient du fait que la distance entre les combattants est mesurée. Ils ne peuvent pas se déplacer et doivent rester dans la distance décidée qui est généralement et selon les régions entre 80 et 140 cm. Les caractéristiques spécifiques sont définies dans les Fechtcomment (de) qui servent de règlement.
Il existe deux formes de Mensur :
- La Bestimmungsmensur (Mensur d'accord ou accordée), apparue vers 1850, est un combat sportif. Dans cet article, le terme Mensur est utilisé pour cette forme sportive car 95% voire plus des combats actuels sont de ce type.
- Le terme Mensur (sans « Bestimmung », sans accord) se réfère à un duel étudiant. Ces combats sont faits avec un nombre plus élevé de « Gänge » équivalent aux rounds en boxe. Comme le mot duel l'indique, cette forme est réservée aux situations où une atteinte à l'honneur est à dénoter. Enfin les « Sekundant (de)» dirigent les phases du combat et tentent de protéger leur « Paukant » (le combattant), mettent la partie adverse sous pression pour déstabiliser l'autre combattant, ce qui n'est pas le cas dans la Bestimmungsmensur, laquelle se veut sportive. Lorsqu'il est fait référence à cette forme de combat, il sera spécifié qu'il s'agit d'un duel étudiant.

La Mensur a comme but principal d'effectuer un exercice de courage et de discipline personnelle. Ce sport est techniquement extrêmement compliqué et la majorité des étudiants ont quotidiennement une heure d'entraînement, généralement le matin avant les cours.

## Participants à la Mensur

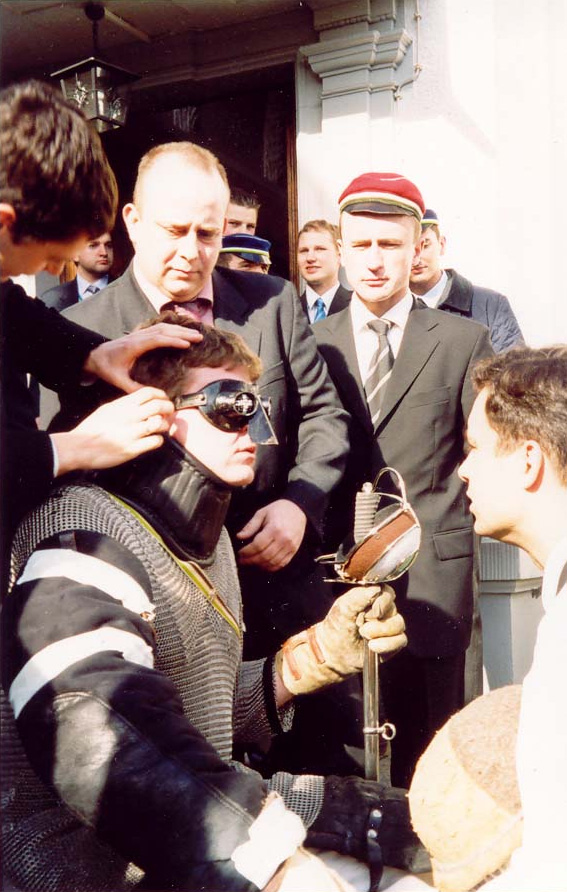
Préparation d'un combattant pour une Mensur.

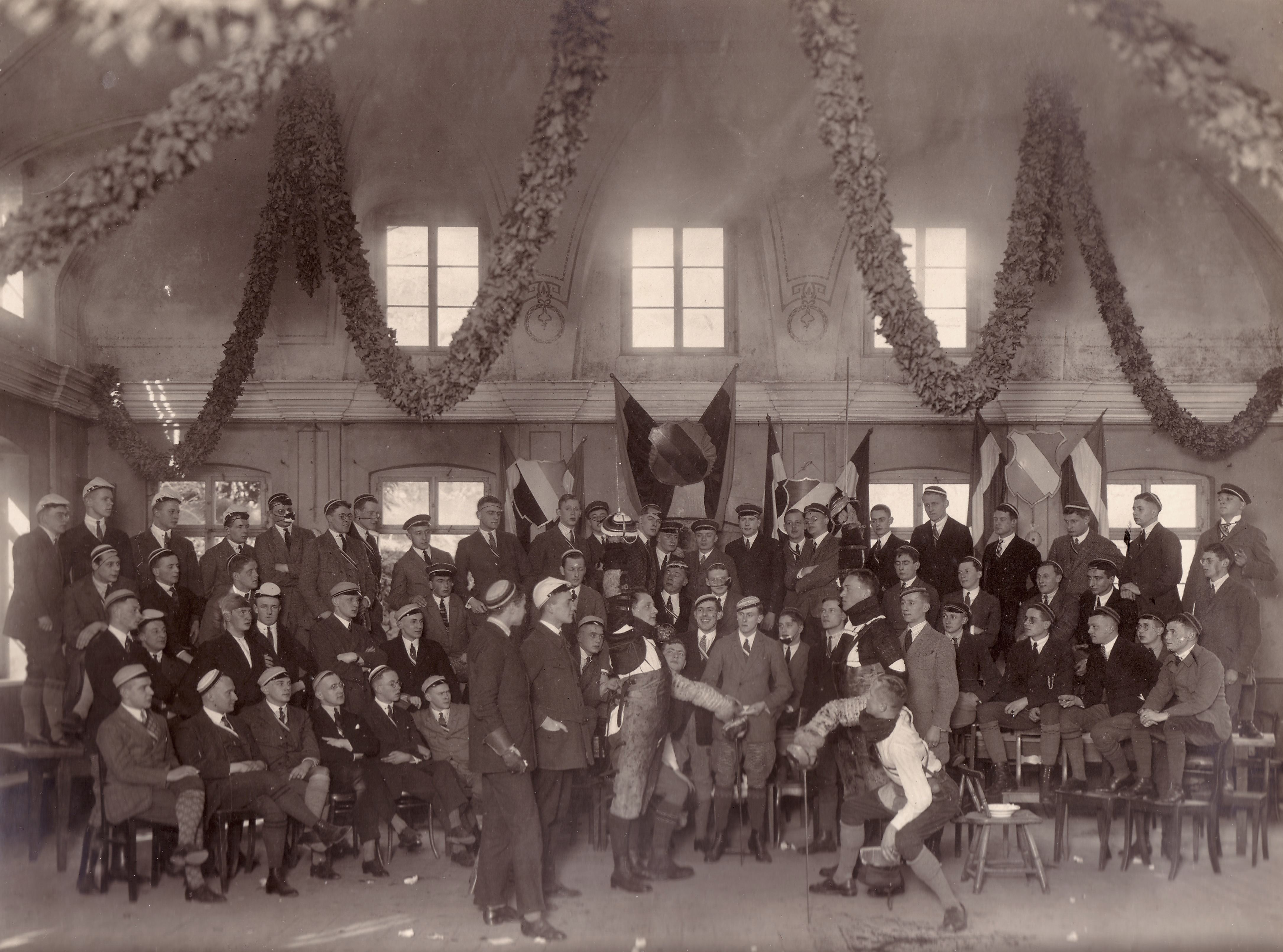
Salut avant l'engagement lors d'une Mensur organisée en 1925 à Heidelberg.

En plus des deux combattants (Paukanten) plusieurs autres personnes participent à la Mensur.
Chaque société dispose de :
- Un combattant (Paukant)
- Un second (Sekundant) lequel dirige les phases du combat et protège son Paukant.
- Un Testant, celui-ci est dans la proximité immédiate du combat et doit prêter attention à l'état des protections et de l'arme.
- Un médecin (Paukarzt) lequel veille à la sécurité médicale du combattant et peut ordonner la fin du combat à tout moment.
- Un « Schleppfuchs » lequel s'occupe de tenir l'arme entre les Gänge.

De plus un « arbitre » (Unparteiisch) est là pour veiller à la bonne tenue du combat et statuer lors de désaccords entre les parties.

## Caractéristiques techniques, médicales et esthétiques
La Mensur se pratique avec une arme appelée Schläger (selon les régions Rapier) : il s'agit d'une arme d'environ un mètre avec une lame droite aiguisée des deux côtés. Le Schläger est muni d'une garde (appelée Korb) d'environ 20 cm en forme de boule. Le combattant utilise cette garde ainsi qu'une protection en cuir sur le bras portant l'arme pour parer les coups de son adversaire.
Le corps des combattants est totalement protégé jusqu'au menton, ils portent de plus des lunettes en fer pour supprimer le risque de voir des yeux crevés. Jusque dans les années 1860, cette partie du corps n'était pas protégée (de) et il arrivait, dans des cas exceptionnels, que le combat connaisse pour issue la perte d'un œil. Cet état de fait a eu beaucoup d'importance dans la littérature sur la Mensur et le romantisme l'entourant. Beaucoup de préjugés sur ce sport proviennent d'un jugement archaïque quant aux risques actuels. Les risques médicaux sont aujourd'hui très limités, bien que certains étudiants portent une cicatrice, il s'agit de petites marques peu visibles. Comme dans la majorité des sports de combat, un médecin assiste au combat et en cas de coupure, il peut directement effectuer une suture. Les conséquences esthétiques de ces Schmiss (cicatrices) autrefois considérées comme une marque d’appartenance sociale et d'honneur évoluèrent en même temps que les progrès de la médecine et sont aujourd'hui insignifiantes.
Étant donné que ce sport n'est pas fait dans une idée de victoire ou de spectacle, mais dans l'objectif de développer sa personnalité et sa confiance, ainsi que la cohésion entre le combattant et sa société, les combats ne sont ouverts qu'aux membres de ces corporations combattantes. Pour les mêmes raisons, les combattants ne publient pas de photos ou de films de ces rencontres.
L'objectif de la Mensur est d'effectuer une prestation techniquement parfaite et de faire preuve de maîtrise de soi. La Mensur n'est pas évaluée selon une plausible touche mais selon ces caractéristiques morales et techniques.

## Caractéristiques légales et fréquence des Mensur
La Mensur est un sport légal, bien que ce ne fût pas le cas à toutes les époques. Comme ce sport a pour origines les duels, il fallut un certain temps pour que l'amalgame entre ces deux sortes de combats cesse. De plus, la Mensur n'est pas un art pouvant engendrer la mort, les protections sont bien trop importantes pour mettre la vie de l'autre combattant en danger ce qui serait une prérogative nécessaire pour parler de duel au sens du droit pénal.
Après la Seconde Guerre mondiale, le nombre de ces combats a diminué, cela peut en partie s'expliquer par le fait que sous la RDA une stricte interdiction avec des conséquences très lourdes en cas de non-respect fut appliquée de manière très volontariste par les organes du régime. Il fallut attendre 1953 et le Göttinger Mensurenprozess (de) pour que l'interdiction déclarée en 1933 par les nazis soit levée en RFA.
Elle est pratiquée presque exclusivement dans des régions germanophones. Les trois pays avec encore une très grande activité de cette escrime académique sont l'Allemagne, l'Autriche et la Suisse, il existe aussi quelques sociétés en Belgique, en Pologne et dans les Pays Baltes qui pratiquent la Mensur.

## Caractéristiques sociales
Les sociétés d'étudiants qui pratiquent cet art sont des sociétés à vie et l'obligation demandée aux membres de pratiquer un certain nombre de combats pendant les études offre un outil de cohésion inégalable.
Les sociétés d'étudiants pratiquent ces combats selon des règles très strictes, celles-ci diffèrent selon les régions, raison pour laquelle il existe des « Waffenring » (cercles d'armes) selon les régions dans lesquelles ces différentes corporations se reconnaissent.
En Allemagne et en Autriche, il existe une dizaine de ces Waffenring (de). La Suisse n'en connaît qu'un seul, le SWR (de).
De nombreuses personnalités d'importance nationale ou internationale font partie de ces corporations étudiantes qui pratiquent la Mensur. L'escrime n'est qu'une facette de la vie d'étudiant dans ces sociétés. Les étudiants « corporés » se retrouvent plusieurs fois par semaine pour discuter de différentes questions d'actualité avec une bière, faire des visites culturelles ou simplement faire la fête. Les liens qui attachent les membres de ces sociétés perdurent à vie.